# 대청로 (제주)
대청로(大淸路)는 제주특별자치도 서귀포시 강정동에 있는 도로이다. 노선 전체가 서귀포강정택지개발지구 내에 위치하고 있다. 도로명은 크고 밝은 이미지를 뜻한다.